# Липовка (Кричевский район)
Липовка (бел. Ліпаўка) — посёлок в Кричевском районе Могилёвской области Белоруссии. Входит в состав Бельского сельсовета.

## География
Посёлок находится в северо-восточной части Могилёвской области, в пределах Оршанско-Могилёвской равнины, на правом берегу ручья Липовка, к востоку от железнодорожной линии Орша — Унеча, на расстоянии примерно 9 километров (по прямой) к северо-северо-западу (NNW) от Кричева, административного центра района. Абсолютная высота — 162 метра над уровнем моря.
Климат посёлка характеризуется как влажный континентальный (Dfb в классификации климатов Кёппена).

## История
27 сентября 2024 года Лобковичский сельсовет Кричевского района Могилёвской области переименован в сельсовет «Бельскі» (на русском языке – «Бельский»).

## Население

### Численность
- 2009 год — 2 жителей

### Динамика
- 2009 год — 2 жителей